# Pernod

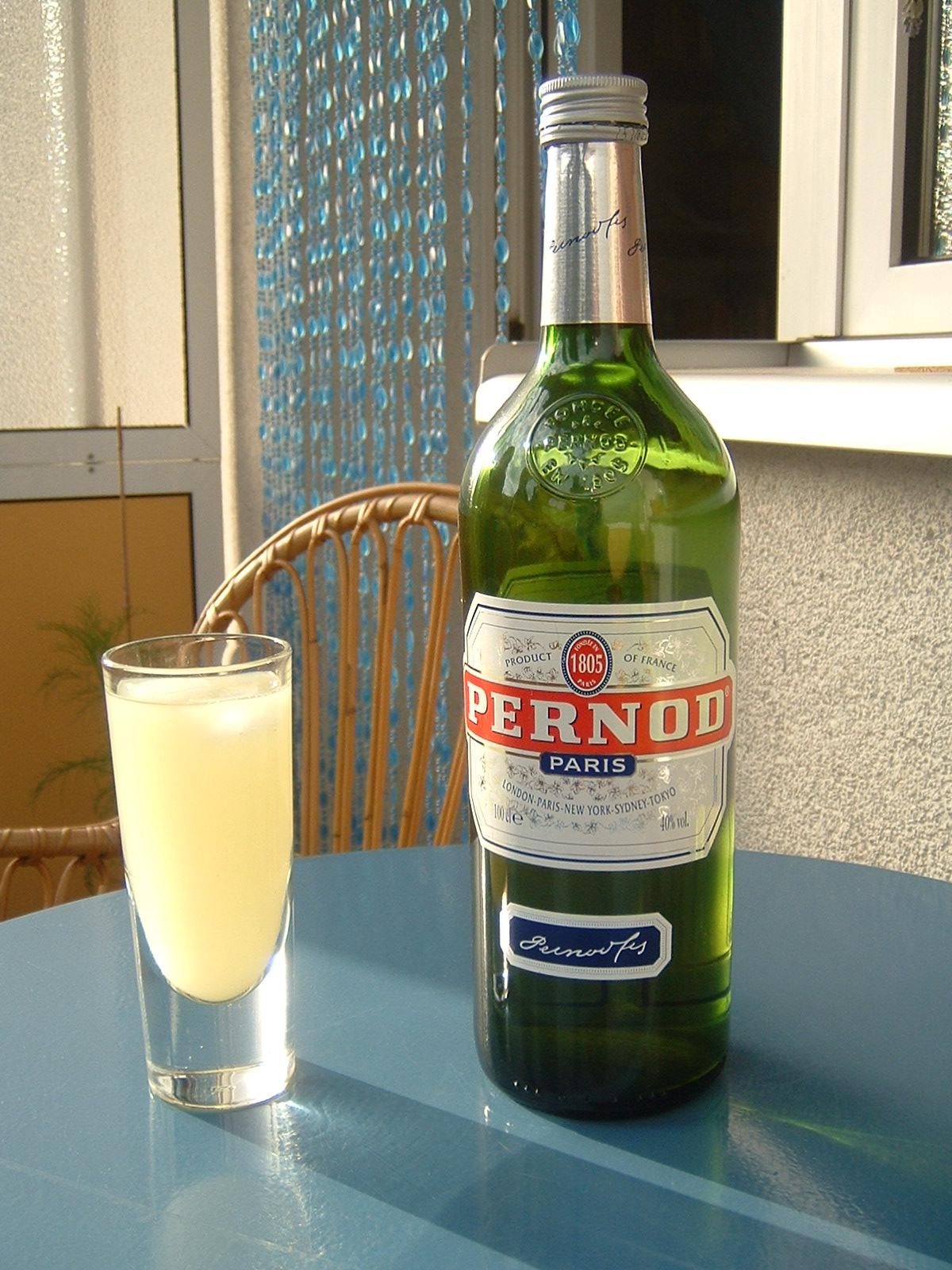
Bottiglia di Pernod con bicchiere contenente la bevanda diluita con acqua

Pernod è una bevanda spiritosa all'anice francese da consumarsi come aperitivo, che appartiene alla società Pernod, del gruppo Pernod Ricard.

## Caratteristiche
Il Pernod non è tecnicamente un pastis, anche se è spesso designato come tale, poiché contiene soltanto poca liquirizia.
La bevanda deve il suo gusto alla distillazione di piante e non alla macerazione, utilizzata per la produzione di pastis. Il prodotto è elaborato con essenze di anice stellato, chiamato anche con il nome Badiane chinoise (spezia vicina all'anice). Dopo estrazione viene mescolato e distillato con essenze di piante aromatiche, con una quantità uguale di menta e coriandolo.

## Storia
La bevanda è l'eredità del Pernod 45, commercializzato per la prima volta nel 1938, che coincide con l'emissione della legislazione francese che permette nuovamente la vendita di liquori e bevande alcoliche che hanno 45°.
Dal 1951 al 1954, Pernod commercializza un liquore etichettato Pernod 51, in riferimento al suo anno di nascita (gli aperitivi a base di alcool e anice, erano proibiti sul mercato francese e furono nuovamente autorizzati nel 1951). Nel 1954, Pernod 51 fu ribattezzato pastis 51, quindi semplicemente 51.
Dal 2005 la Pernod commercializza il Pernod agli estratti di piante di assenzio romano, un «anice alcolico» ispirato a una ricetta che ha fatto il successo della casa Pernod alla fine del XIX secolo, approfittando della fine del divieto della vendita dell'assenzio in Francia. Questa bevanda senza zucchero a 68°, ha una parte di tujone (è un chetone e un terpene), presente nell'assenzio romano inferiore a 10 mg/l, che risponde alle costrizioni legislative francesi in vigore.

## Utilizzo
Pernod si consuma tradizionalmente diluito nell'acqua naturale con ghiaccio, ma può fungere da ingrediente in vari cocktail, ad esempio mescolato a vodka, limonata e sciroppo di ribes nero, o diluito con succo di mirtillo, una bevanda molto diffusa in America Settentrionale.

## Nella cultura
Nel famoso racconto La leggenda del santo bevitore (1939) di Joseph Roth che è ambientato a Parigi, il pernod è nominato parecchie volte poiché è la bevanda che il protagonista ama sorseggiare tutte le volte che ne ha l'occasione, sia da solo che con gli amici.
Nel film La ragazza con la Valigia (1961) di Valerio Zurlini, in una delle scene principali Riccardo Garrone cerca di sedurre Claudia Cardinale in una bar su una spiaggia della riviera romagnola, offrendole un pernod e descrivendole il contenuto della bevanda.